# Seznam postav seriálu Star Trek: Enterprise
Toto je seznam hlavních a některých vedlejších postav, které se objevují v seriálu Star Trek: Enterprise (2001–2005).

## Hlavní postavy
Pozn.: Barevně v souladu s uniformami je označeno zařazení postav: žlutá – velení a řízení, modrá – vědecká sekce, červená – technická sekce a bezpečnost, šedá – civilisté.
| | Jméno            | Pozice | Rasa         | Herec                        | Poprvé |
| --- | ---------------- | ------ | ------------ | ---------------------------- | ------ |
| Jonathan Archer | velící důstojník | člověk | Scott Bakula | „Setkání u Broken Bow 1 & 2“ |        |
| Kapitán Jonathan Archer je synem konstruktéra motorů pro warp 5, kterými byla jako první vybavena právě Enterprise. Vzhledem k překážkám, které kladli jeho otci ve vývoji motorů Vulkánci, má právě k nim nepříliš vřelý vztah. Nedůvěřuje jim, neboť je obviňuje, že záměrně zdržují lidi v možnostech průzkumu dalekého vesmíru. Díky T'Pol, Vulkánce přidělené na Enterprise, však na tento druh postupně změní názor. Zpočátku je kapitán Archer nadšeným průzkumníkem dodržujícím své zásady, poté, co zaútočí na Zemi Xindové, odvážně se vydává se svou lodí a celou posádkou do nebezpečné Delfské oblasti. Aby zachránil svoji planetu, musí se uchýlit i k některým akcím za hranicemi etiky. Později je také významným prostředníkem v jednání mezi Vulkánci, Andoriany a Tellarity, respektive jedním z hlavních mužů, kteří se zasloužili o založení Spojené federace planet. Má bígla Porthose, který s ním bydlí v kajutě na Enterprise, jeho blízkým přítelem je viceadmirál Maxwell Forrest z velení Hvězdné flotily. |                  |        |              |                              |        |

| | Jméno                     | Pozice   | Rasa              | Herec                        | Poprvé |
| --- | ------------------------- | -------- | ----------------- | ---------------------------- | ------ |
| T'Pol | první a vědecký důstojník | Vulkánec | Jolene Blalocková | „Setkání u Broken Bow 1 & 2“ |        |
| Vulkánka T'Pol byla na Enterprise dočasně přidělena vulkánským Vrchním velením jako poradce a „dozorce“, předtím pracovala na vulkánské ambasádě na Zemi. Na lodi však zůstane i po úspěchu první mise, neboť chce více prozkoumat lidské chování. Postupně si získá důvěru kapitána Archera i komandéra Tuckera, se kterým navíc naváže romantický vztah. Nedobrovolné splynutí myslí s jiným Vulkáncem ji způsobí větší problémy v ovládání emocí, její logická stránka je ale stále dominantní a v některých situacích, do kterých se Enterprise dostane, také neocenitelná. Po problémech s Vrchním velením se stane členkou Hvězdné flotily a získá hodnost komandéra. |                           |          |                   |                              |        |

| | Jméno                            | Pozice | Rasa            | Herec                        | Poprvé |
| --- | -------------------------------- | ------ | --------------- | ---------------------------- | ------ |
| Charles Tucker | vrchní inženýr a druhý důstojník | člověk | Connor Trinneer | „Setkání u Broken Bow 1 & 2“ |        |
| Komandér Charles Tucker, zvaný prakticky všemi Trip, je šéfinženýrem Enterprise. Předtím pracoval v týmu na vývoji motorů s warpem 2, kde se také seznámil s Jonathanem Archerem, tehdy testovacím pilotem, se kterým si utvořil velmi vřelý přátelský vztah. Zná dokonale technologii lodi, rovněž cizí technologie mu nečiní větší problémy. V průběhu služby na Enterprise si dopřeje několika vztahů s mimozemšťankami, včetně jedné exotické princezny, jednou dokonce i otěhotní. Nakonec naváže romantický vztah s T'Pol, který ale netrvá příliš dlouho a Trip požádá o přeložení na loď Columbia. Nedlouho poté je dočasně převelen zpět na Enterprise, kde nakonec zůstane trvale. |                                  |        |                 |                              |        |

| | Jméno                             | Pozice | Rasa            | Herec                        | Poprvé |
| --- | --------------------------------- | ------ | --------------- | ---------------------------- | ------ |
| Malcolm Reed | taktický a bezpečnostní důstojník | člověk | Dominic Keating | „Setkání u Broken Bow 1 & 2“ |        |
| Taktickým důstojníkem na Enterprise je britský „zelený mozek“, poručík Malcolm Reed, který pochází z rodiny námořníků, i přesto trpí zděděnou aquafobií. Často se zdržuje v lodní zbrojnici, kde pracuje na vylepšení lodních zbraní, má pod palcem i lodní bezpečnost. V případě nebezpečí je ochotný nasadit svůj život. Díky několika dnům stráveným v raketoplánu 1 se spřátelí s komandérem Tuckerem, ačkoliv většinou se osobnímu životu nijak nevěnuje, dokonce ani nekomunikuje s rodinou. Během xindské krize, v době, kdy na palubě lodi působí speciální pozemní jednotka, si chrání svoje zájmy, neboť má pocit, že major Heyes, velitel této jednotky, působí jako jeho konkurence. Několik let před startem Enterprise spolupracoval s tajnou sekcí rozvědky Hvězdné flotily, což mu pomůže při plnění některých misí. |                                   |        |                 |                              |        |

| | Jméno       | Pozice | Rasa               | Herec                        | Poprvé |
| --- | ----------- | ------ | ------------------ | ---------------------------- | ------ |
| Travis Mayweather | kormidelník | člověk | Anthony Montgomery | „Setkání u Broken Bow 1 & 2“ |        |
| Praporčík Mayweather je vynikajícím pilotem, zvládne každý problém, který při letu nastane. Díky dosud nepříliš využívané technologii transportéru často pilotuje raketoplány při výsadcích na různé planety. Vyrůstal na nákladní lodi Horizon, jíž velel jeho otec a kde dosud žije celá jeho rodina. Když otci oznámil, že nechce být kapitánem nákladní lodi, ale chce vstoupit do Hvězdné flotily, navzájem se rozkmotřili, otec jej však nakonec podpořil. |             |        |                    |                              |        |

| | Jméno                 | Pozice | Rasa          | Herec                        | Poprvé |
| --- | --------------------- | ------ | ------------- | ---------------------------- | ------ |
| Hoši Sato | komunikační důstojník | člověk | Linda Parková | „Setkání u Broken Bow 1 & 2“ |        |
| Praporčík Hoši Sato je geniální lingvistkou, bez níž by se posádka s cizími rasami nedorozuměla. Právě její porozumění téměř každému jazyku pokládá základ databázi univerzálního překladače, v pozdějších stoletích prakticky neustále využívaného. Ačkoli se to nezdá, má tato drobná žena japonského původu černý pás v aikidu a z Akademie Hvězdné flotily byla vyloučena, neboť při hádce zlomila ruku svému velícímu důstojníkovi. Poté pracovala jako profesorka v Brazílii, kde ji našel kapitán Archer a přemluvil ji k návratu do Flotily. Sato si tuto příležitost nenechala ujít, neboť tak získala možnost zkoumat cizí jazyky, které dosud žádný člověk neslyšel. |                       |        |               |                              |        |

| | Jméno        | Pozice    | Rasa             | Herec                        | Poprvé |
| --- | ------------ | --------- | ---------------- | ---------------------------- | ------ |
| Phlox | vrchní lékař | Denobulan | John Billingsley | „Setkání u Broken Bow 1 & 2“ |        |
| Denobulanský doktor Phlox a T'Pol jsou jedinými dvěma mimozemšťany z 83 členů posádky na palubě Enterprise. Na Zemi se dostal v rámci Mezidruhové lékařské výměny, kde se spřátelil s doktorem Lucasem, který naopak dočasně působí na Denobule. Phlox se známý svými (pro lidi) netradičními lékařskými metodami, neboť na lodní ošetřovnu si přinesl množství nejrůznějších drobných živočichů, které využívá při léčbě (netopýři, pijavice, apod.). Má řadu titulů z několika oborů, šest z nich je z mezidruhového veterinárního lékařství. Jeho nejbližší rodinu žijící na Denobule tvoří tři manželky, se kterými má celkem pět dětí. Rád pozoruje, studuje a komentuje chování Pozemšťanů, které jej velice zajímá. |              |           |                  |                              |        |

## Vedlejší postavy
| Jméno               | Rasa             | Herec                                             | Popis                                                     |
| ------------------- | ---------------- | ------------------------------------------------- | --------------------------------------------------------- |
| Kiaphet Amman'sor   | vodní Xind       | počítačem generovaná postava                      | členka Xindské rady                                       |
| Chang               | člověk           | Daniel Dae Kim                                    | desátník speciální jednotky MACO                          |
| Elizabeth Cutlerová | člověk           | Kellie Waymireová                                 | entomoložka, členka posádky Enterprise                    |
| Daniels             | člověk           | Matt Winston                                      | časový agent                                              |
| Degra               | humanoidní Xind  | Randy Oglesby                                     | vědec, konstruktér xindské superzbraně, člen Xindské rady |
| Dolim               | ještěrovitý Xind | Scott MacDonald                                   | komandér, člen Xindské rady                               |
| Maxwell Forrest     | člověk           | Vaughn Armstrong                                  | viceadmirál Hvězdné flotily                               |
| F. Hawkins          | člověk           | Sean McGowan                                      | desátník speciální jednotky MACO                          |
| J. Hayes            | člověk           | Steven Culp                                       | major, velící důstojník speciální jednotky MACO           |
| Erika Hernandezová  | člověk           | Ada Marisová                                      | kapitán Hvězdné flotily, velící důstojník lodi Columbia   |
| Jannar              | opovitý Xind     | Rick Worthy                                       | vědec, člen Xindské rady                                  |
| Kelly               | člověk           | Kevin Derr                                        | desátník speciální jednotky MACO                          |
| Koss                | Vulkánec         | Michael Reilly Burke                              | architekt zasnoubený s T'Pol                              |
| S. Moneyová         | člověk           | Dorenda Mooreová                                  | vojín speciální jednotky MACO                             |
| R. Richards         | člověk           | Paul Sklar                                        | desátník speciální jednotky MACO                          |
| Michael Rostov      | člověk           | Joseph Will                                       | inženýr, člen posádky Enterprise                          |
| R. Ryan             | člověk           | Jason Collins (2003–2004) Aaron White (2005)      | desátník speciální jednotky MACO                          |
| Thy'lek Shran       | Andorian         | Jeffrey Combs                                     | komandér Říšské gardy                                     |
| Silik               | Suliban          | John Fleck                                        | člen sulibanské Kabaly                                    |
| Arik Soong          | člověk           | Brent Spiner                                      | vědec                                                     |
| Soval               | Vulkánec         | Gary Graham                                       | vulkánský velvyslanec na Zemi                             |
| Thalen              | humanoidní Xind  | Josh Drennen (2004) Christopher Goodman (2004)    | inženýr, asistent Degry                                   |
| Williams            | člověk           | Jim Fitzpatrick                                   | komandér Hvězdné flotily, Forrestův kolega                |
| W. Woods            | člověk           | Ricky Lomax                                       | vojín speciální jednotky MACO                             |
| ?                   | ?                | James Horan                                       | tajemná humanoidní postava z budoucnosti                  |
| ?                   | Stavitelé koulí  | Josette DiCarlová Mary Maraová Ruth Williamsonová | nepřátelská rasa z transdimenzionální oblasti             |
| ?                   | hmyzí Xind       | počítačem generovaná postava                      | člen Xindské rady                                         |
| ?                   | humanoidní Xind  | Tucker Smallwood                                  | člen Xindské rady                                         |